# Amara confusa
Amara confusa är en skalbaggsart som beskrevs av Leconte 1848. Amara confusa ingår i släktet Amara och familjen jordlöpare. Inga underarter finns listade i Catalogue of Life.